# 未來基金 (香港)
未來基金（英語：Future Fund）由前任財政司司長曾俊華於2015年2月25日透過《2015年至2016年度香港政府財政預算案》宣佈將會設立，作為長線投資用途，用以爭取高回報的利益，並且增強香港政府的財政的可持續性。當香港政府財政儲備降至不足半年的公共開支時，就會啟動預警，香港政府需要就此進行債務融資或者資產證券化，最後才考慮動用未來基金，由立法會批准，甚至中斷未來基金為期至少10年的存放期，以解公共支出的燃眉之急。12月18日，政府宣佈未來基金將於2016年1月1日設立。
為了避免引起外界不必要的憂慮，誤以為香港政府的財政實力及宏觀經濟的基礎轉弱，而影響香港的信貸評級，因此建議中的未來基金將仍然被列為香港政府財政儲備的一部分。

## 資金來源
長遠財政計畫工作小組建議將2,197億港元土地基金結餘撥予未來基金，作為其首筆資金，往後每年則將25%至33%（因應每年財政狀況及社會需要而可以再行決定。）香港政府財政盈餘注資入未來基金。

## 未來基金存放於外匯基金的存款
- 2016年:2245億港元
- 2017年:2245億港元
- 2018年:2245億港元
- 2019年:2245億港元
- 2020年:2050億港元
- 2021年:2177億港元
- 2022年:2552億港元
- 2023年:2994億港元
- 2024年:2458億港元

## 投資安排
長遠財政計畫工作小組建議由金融管理局或者聘請投資管理經理，將未來基金的一半以上用作比較高風險及比較高回報的長期增長組合，例如私募股權和房地產，另外一半則用為債券、股票或及保本基金投資組合，為期至少10年。長遠財政計畫工作小組同時建議，未來基金應該繼續存放在外匯基金下，以受惠於外匯基金既具規模的投資基礎設施及相關的專門知識，此安排既可以降低成本，亦可以平衡投資的風險與回報，並且增強外匯基金的財政資源，有助於維持香港金融及貨幣的穩定。而金融管理局日後每年需要至少一次就未來基金的投資策略諮詢財政司司長和財經事務及庫務局局長。

## 歷史
2014年3月，長遠財政計畫工作小組公布第一階段報告，闡述香港人口老化及經濟增長逐步放緩將為香港公共財政帶來沉重壓力，因而建議必須及早採取果斷行動，應付挑戰，而避免未來香港政府財政儲備出現結構性赤字。
2015年2月25日，時任財政司司長曾俊華透過《2015年至2016年度香港政府財政預算案》宣佈設立未來基金，作為長線投資用途，用以爭取高回報的利益。當香港政府財政儲備降至不足半年的公共開支時，才可以啟動提款作為應急用途。他又表示，已經要求財經事務及庫務局局長陳家強和香港金融管理局總裁陳德霖商量訂定未來基金的具體管理及投資機制，期望於同年落實此儲蓄計劃。翌月2日，長遠財政計畫工作小組公布於未來成立未來基金的第二階段報告，身兼財經事務及庫務局常任秘書長（庫務）的長遠財政計畫工作小組主席謝曼怡表示，香港人口老化加劇，公共醫療及安老服務都需要增加開支，縱然香港政府財政儲備於未來數年仍然會錄得盈餘，不過按照現有政策及開支增長，以及香港經濟增長逐步放緩的趨勢，預計於10年內將會浮現結構性赤字，故此需要未雨綢繆，建議採用最具效率及最符合成本效益的行政途徑，盡快設立未來基金，作為高回報投資，藉此減輕香港政府的財政壓力。長遠財政計畫工作小亦組表示，決定以行政途徑成立未來基金，在香港政府帳目中開設一個名義帳目，而不用立法會通過；提款安排就沿用土地基金決議案和《公共財政條例》，由立法會批准。

## 評價
香港中文大學經濟學系教授宋恩榮指出，澳大利亞及新西蘭等國家均早就成立類似於「未來基金」的儲蓄計劃，而且具有相當成效。他解釋，未來基金的首筆資金來源為土地基金，而土地基金乃由香港金融管理局所管理，現時被併入外匯基金內。而外匯基金的作用為支持香港聯繫匯率制度，故此其流動性相當重要，投資方面亦相對地保守，回報率亦因而比較低。目前港元貶值的壓力相當低，外匯基金的儲蓄亦相當充裕，故此設立未來基金可以作為一個長線投資，從而賺取比較高回報的利益。
香港中文大學全球經濟及金融研究所研究教授廖柏偉表示，香港政府財政盈餘依靠土地收益，沒有長期保證，香港面社會對人口老化，終有一日入不敷支。他以同樣面臨人口老化的日本為例子，表示日本於1990年因為財政赤字開始而發行國債，國債至2015年佔國民生產總值250%，20年間，其赤字累積佔國民生產總值180%。
羅兵咸永道會計師事務所高級顧問王銳強指出，日本每年支付還債利息相當於收入25%；香港政府現時仍有盈餘，不過於10年後出現結構性財政赤字亦並非不可能。畢馬威會計師事務所前合夥人王尹巧儀認為，香港需要居安思危，不希望步日本後塵。
可是，有政策研究員指，港府參考的澳洲未來基金管理不受監管，回報不高，目的是為公共資產私有化開路：由於澳洲政府定下可以加碼注資確保達標的條款，結果首兩年合共注資4000億，成本高、年期長下回報率比定期存款低；同時，澳洲電訊全面私有化的草案一直無法通過，直至政府按未來基金的可注入公共資產條款，將澳洲電訊股權注入後，基金以「調整投資組合」為由，成功徹底賣掉澳洲電訊。